# Bo Lindman
Bo Lindman   (Estocolm, 8 de febrer de 1899 - Estocolm, 30 de juliol de 1992) fou un tirador d'esgrima i pentatleta modern suec, guanyador de tres medalles olímpiques en aquesta últims disciplina.
Va participar, als 25 anys, en els Jocs Olímpics d'Estiu de 1924 realitzats a París (França), on va aconseguir guanyar la medalla d'or en la prova individual masculina de pentatló modern. En els Jocs Olímpics d'Estiu de 1928 realitzats a Amsterdam (Països Baixos) aconseguí la medalla de plata en aquesta mateixa prova, un metall que revalidà en els Jocs Olímpics d'Estiu de 1932 realitzats a Los Angeles (Estats Units). En aquests últims Jocs participà, així mateix, en la prova masculina d'espasa, on finalitzà novè en la semifinal. En els tres Jocs fou l'encarregat de dur la bandera sueca durant la cerimònia inaugural dels Jocs.
Lindman va ser campió nòrdic de pentatló modern el 1923 i campió suec el 1923 i 1924. Entre 1936 i 1946 va dirigir la Federació d'Atletisme de Suècia, i el 1949 passà a ser tresorer de la Unió Internacional de Pentatló Modern.